# Сузан Сонтаг
Сузан Сонтаг (енгл. Susan Sontag,16. јануар 1933 – 28. децембар 2004) је била америчка списатељица, редитељка, филозофкиња, професорка, и политичка активисткиња. Углавном је писала есеје, али и објављивала романе; објавила је своје прво велико дело, есеј Белешке о кемпу, 1964. године. Њена најпознатија дела укључују критичка дела Против тумачења (1966), Стилови радикалне воље (1968), О фотографији (1977) и Болест као метафора (1978), као и измишљена дела Начин на који сада живимо (1986), Љубитељ вулкана (1992) и У Америци (1999).
Сонтаг је активно писала и говорила о сукобљеним подручјима, или путовала у њих, укључујући током Вијетнамског рата и опсаде Сарајева. Много је писала о фотографији, култури и медијима, сиди и болестима, људским правима, комунизму и левичарској идеологији. Њени есеји и говори изазвали су контроверзу  а описана је као „једна од најутицајнијих критичара своје генерације“.

## Младост и образовање
Сонтаг је рођена као Сузан Росенблат у Њујорку, кћи Милдред (рођена Jacobson) и Jackа Rosenblattа, обоје Јевреји из Литваније  и пољског порекла. Њен отац је водио посао трговине крзном у Кини, где је умро од туберкулозе 1939, када је Сузан имала пет година. Седам година касније, мајка Сузан Сонтаг удала се за капетана америчке војске Nathanа Sontagа. Сузан и њена сестра Џудит узеле су презиме свог очуха, иако их он није формално усвојио. Сонтаг није имала верско васпитање и рекла је да није ушла у синагогу до средине двадесетих.
Сећајући се несрећног детињства, са хладном, далеком мајком која је била „увек одсутна“, Сонтаг је живела на Лонг Ајленду у Њујорку, затим у Тусону у Аризони, а касније у долини Сан Фернандо у јужној Калифорнији, где је нашла уточиште у књигама и завршила средњу школу у Северном Холивуду у 15. години. Основне студије започела је на Универзитету у Калифорнији, Беркли, али се пребацила на Универзитет у Чикагу, дивећи се његовом чувеном основном наставном програму. У Чикагу је упоредо са осталим захтевима похађала студије филозофије, древне историје и књижевности. Leo Strauss, Joseph Schwab, Christian Mackauer, Richard McKeon, Peter von Blanckenhagen и Kenneth Burke били су међу њеним предавачима. Дипломирала је са 18 година и изабрана је у студентску организацију "Phi Beta Kappa". Док је била у Чикагу, постала је најбоља пријатељица са колегом Мајком Николсом. Године 1951. њен рад се први пут појавио у штампи у зимском издању часописа Chicago Review.
Сонтаг се са 17 година удала за писца Филипа Рифа, који је био инструктор социологије на Универзитету у Чикагу, након десетодневног удварања; њихов брак је трајао осам година. Током студија у Чикагу, Сонтаг је похађала летњу школу коју је предавао социолог Ханс Герт који је постао њен пријатељ и накнадно утицао на њено проучавање немачких мислилаца. По стицању чикашке дипломе, Сонтаг је предавала бруцошки енглески језик на Универзитету у Конектикуту током академске 1952–53. Похађала је Универзитет Харвард на постдипломским студијама, у почетку је студирала књижевност код Perry Miller-а и Harry Levin-а, пре него што је прешла на филозофију и теологију код Paul Tillich-а, Jacob Taubes-а, Raphael Demos-а и Morton White-а. По завршетку магистарских студија филозофије, започела је докторска истраживања метафизике, етике, грчке филозофије и континенталне филозофије и теологије на Харварду. Филозоф Херберт Маркузе је годину дана живео са Сузан и Рифом док је радио на својој књизи Ерос и цивилизација из 1955. године. ‍:38 Сонтаг је истраживала за Филипом Рифом студију Freud: The Mind of the Moralist из 1959 пре њиховог развода 1958. године и допринела је књизи до те мере да је сматрана незваничним коауторком. Пар је добио сина Дејвида Рифа, који је потом био уредник своје мајке у "Farrar, Straus and Giroux-u", а био је и сам писац.
Сонтаг је награђена Америчком асоцијацијом универзитетских женских стипендија за академску 1957–1958. на колеџу "Св. Ана на Оксфорду", где је отпутовала без супруга и сина. Тамо је имала часове код Iris Murdoch-а, Stuart Hampshireа, A.J. Ayerа и H.L.A. Hartа, док је такође похађала семинаре B. Phil-а, J.L. Austin-а и предавања Ајзаја Берлина. Оксфорд јој се, међутим, није одговарао и она је прешла после Michaelmas мандата 1957. на Универзитет у Паризу (Сорбона). Сонтаг се у Паризу дружила са страним уметницима и академицима, укључујући Allanа Bloomа, Jeanа Wahl-а, Alfredа Chester-а, Harriet Sohmers и María Irene Fornés. Сонтаг је приметила да је њено време у Паризу било можда најважнији период њеног живота. ‍:51–52 То је свакако представљало основу њеног дугог интелектуалног и уметничког повезивања са културом Француске. Преселила се у Њујорк 1959. године да би живела са Форнесом наредних седам година, повративши старатељство над сином и предајући на универзитетима док јој је књижевна репутација расла. ‍:53–54

### Фикција
Док је радила на својим причама, Сонтаг је предавала филозофију на "Sarah Lawrence College" и Градском универзитету у Њујорку и Филозофију религије са Jacob Taubes-ом, Susan Taubes, Theodor Gaster-ом и Hans Jonas-ом, на Одељењу за религију на Универзитету Цолумбиа од 1960. до 1964. године. Држала је обуку за писање на "Универзитету Рутгерс" од 1964. до 1965. пре него што је прекинула везу са академијом у корист сталног слободног писања. ‍:56–57
Са 30 година објавила је експериментални роман под називом The Benefactor (1963), након чега је уследио четири године касније роман Death Kit (1967). Упркос релативно малом учинку, Сонтаг је о себи размишљала углавном као о романописцу и писцу фантастике. Њена кратка прича Начин на који сада живимо (The Way We Live Now) објављена је са великим признањем 24. новембра 1986. у часопису ''Њујоркер''. Написан у експерименталном наративном стилу, остаје значајан текст о епидемији АИДС-а. Постигла је касније популарност и успех као најпродаванији романсијер са Љубавником од вулкана (The Volcano Lover) (1992). У 67. години, Сонтаг је објавила свој последњи роман У Америци (In America) (2000). Последња два романа смештена су у прошлост, за шта је Сонтаг рекла да су јој дали већу слободу да пише вишегласним гласом.
Написала је и режирала четири филма, а написала је и неколико драма, од којих су најуспешније Алиса у кревету и Дама с мора.

### Публицистика
Сонтаг је кроз своје есеје стекла рану славу и репутацију. Сонтаг је често писала о пресеку високе и ниске уметности и проширила је дихотомију концепта форме и уметности у сваки медиј. Подигла је кемп естетику до статуса признања својим широко прихваћеним есејем  Белешке о кемпу из 1964. године, који је прихватио уметност као заједничку, апсурдну и бурлескну тему.

Сонтаг је 1977. објавила серију есеја О фотографији. Ови есеји су истраживање фотографија као колекције света, углавном путника или туриста, и начина на који то доживљавамо. У есејима је изнела своју теорију фотографисања док путујете:
Метода се посебно обраћа људима с хендикепираном немилосрдном радном етиком - Немцима, Јапанцима и Американцима. Коришћење фотоапарата смирује анксиозност коју вођени посао осећа због тога што не ради када су на одмору и ако би требало да се забаве. Они морају да раде нешто што је попут пријатељске имитације посла: могу да сликају. (стр. 10)
Сонтаг пише да је погодност модерне фотографије створила прекомерну количину визуелног материјала и да је „готово све фотографирано“. ‍:3 Ово је променило наша очекивања о томе шта имамо право да гледамо, желимо да гледамо или треба да гледамо. „Учећи нас новом визуелном коду, фотографије мењају и проширују нашу представу о томе шта вреди гледати и шта имамо право да посматрамо“ и променило је нашу „етику гледања“. ‍:3 Фотографије су нам повећале приступ знању и искуствима из историје и далеких места, али слике могу заменити директно искуство и ограничити стварност. ‍:10–24 Такође наводи да фотографија десензибилизира своју публику на стравична људска искуства, а деца су изложена искуствима прије него што буду спремна за њих. ‍:20
Сонтаг је наставила да теоретише о улози фотографије у стварном животу у свом есеју Поглед у рат: Фотографски поглед на пустош и смрт, који се појавио у издању часописа Њујоркер од 9. децембра 2002. Тамо она закључује да проблем нашег ослањања на слике, а посебно на фотографске слике, није у томе што се „људи сећају фотографија, већ што се сећају само фотографија ... што фотографска слика помрачује друге облике разумевања - и сећања. . . . Памтити је, све више и више, не сећати се приче, већ моћи позвати слику “(стр. 94).
Постала је узор многим феминисткињама и амбициозним списатељицама током 1960-их и 1970-их.

## Активизам
Сонтаг се политички активирала шездесетих година, супротстављајући се Вијетнамском рату. ‍:128–129 У јануару 1968. потписала је залагање за „Против ратног пореза за писце и уреднике“, обећавајући да ће одбити плаћања пореза у знак протеста против рата. У мају 1968. посетила је Ханој; после тога, у свом есеју Путовање у Ханој писала је позитивно о северновијетнамском друштву. ‍:130–132
Током 1989. Сонтаг је била председник америчког ПЕН центра, главног америчког огранка Међународне организације писаца ПЕН. Након што је ирански лидер Ајатолах Хомеини издао фетву смртну казну против писца Салмана Руждија због богохуљења након објављивања његовог романа Сатански стихови те године, Сонтагова бескомпромисна подршка Руждију била је пресудна у окупљању америчких писаца у његову сврху.
Неколико година касније, током опсаде Сарајева, Сонтаг је привукла пажњу за режију продукције Самуела Бекета Чекање Годоа у позоришту обасјаном свећама у босанској престоници.

## Лични живот
Мајка Сузан Сонтаг је умрла од рака плућа на Хавајима 1986.
Сузан Сонтаг је умрла у Њујорку 28. децембра 2004. године, у доби од 71 године, од компликација мијелодиспластичног синдрома који је еволуирао у акутну мијелогену леукемију. Сахрањена је у Паризу на Гробљу Монтпарнасу. Њену последњу болест забележио је син Дејвид Риф.
Када је умрла, Гардијан је објавио некролог са насловом "Отишла је тамна дама америчке интелектуалне сцене". Аутор чланка је напоменуо да интелектуална Америка њу никада није прихватила, да Сонтагова никада није припадала владајућим културним круговима.

### Сексуалност и односи
Сонтаг је постала свесна своје бисексуалности током раних година и са 15 година је у свој дневник записала: "Осећам да имам лезбејске склоности (како то невољко пишем)." Са 16 година имала је сексуални сусрет са женом: „Можда сам ипак била пијана, јер је било тако лепо када је Х почела да води љубав са мном. . . Прошло је 4:00 пре него што смо спавали. . . Постала сам потпуно свесна да је желим, и она је то знала.“ 
Сонтаг је живела са 'Х', списатељицом и моделом Harriet Sohmers Zwerling коју је први пут упознала на Универзитету Калифорније (Беркли) од 1958. до 1959. године. После тога, Сонтаговој је била партнерка Марија Ирена Форенс, кубанско-америчка авангардне драмска уметница и редитељка. Након раздвајања са Форенс, била је у вези са италијанском аристократкињом Carlotta Del Pezzoи, немачком академкињом Evom Kollischi. Зонтаг је била у љубавној вези са америчким уметницима Џаспер Џонс и Paul Thek . Током раних 1970-их, Сонтаг је живела са Nicole Stéphane, наследницом Ротшилда која је постала филмска глумица , а касније и с кореографкињом Lucinda Childs . Имала је везу и са писцем Јосифом Бродским. Са Ени Либовиц, Сонтаг је одржавала везу која се протезала од касних 1980-их до последњих година.
Сонтаг је имала блиску романтичну везу са фотографкињом Ени Либовиц. Упознале су се 1989. године, када су обе већ биле значајне у својим каријерама. Ени Либовиц је сугерисала да јој је Сонтаг била ментор и конструктивно критиковала њен рад. Током Сонтаговог живота, ниједна жена није јавно открила да ли је веза пријатељства или романтичне природе. Њузвик се 2006. године осврнуо на Либовиц-ову везу деценију плус са Сонтаг, рекавши, „Њих две су се први пут среле крајем 80-их, када ју је Либовиц фотографирала за јакну са књигом. Никада нису живеле заједно, иако су имали по један стан на видику оног другог.“  Либовиц, када је интервјуисана за своју књигу Фотографски живот: 1990–2005 из 2006. године, рекла је да је књига испричала бројне приче и да је „са Сузан била љубавна прича“. Док је The New York Times 2009. године Сонтаг називао Либовицовим „сапутником“, Либовиц је у Фотографском животу написала да „Речи попут„ пратилац “и„ партнер “нису у нашем речнику. Били смо двоје људи који смо једна другој помагале кроз живот. Најближа реч је и даље „пријатељ“. Исте године, Либовиц је рекла да је дескриптор „љубавник“ био тачан. Касније је поновила: „Назовите нас„ љубавницима “. Волим „љубавнике“. Знате, 'љубавници' звуче романтично. Мислим, желим да будем потпуно јасна. Волим Сузан.“ 
У интервјуу за Гардијан 2000. године, Сонтаг је била прилично отворена у вези са бисексуалношћу:
„Да вам кажем о старењу?“, Каже она и смеје се. „Кад остариш, старији од 45 година, мушкарци те престану замишљати. Или другачије речено, мушкарци који ми се свиђају не воле ме. Желим младића. Волим лепоту. Шта има ново?' Каже да се у животу заљубила седам пута. „Не, сачекај“, каже она. 'Заправо је девет. Пет жена, четири мушкарца. '
Многе Сонтагине читуље нису пропустиле да помену њене значајне истополне везе, нарочито ону са Ени Либовиц. Као одговор на ову критику, јавни уредник New York Times-а, Daniel Okrent, бранио је некролог листа, наводећи да у време Сонтагове смрти новинар није могао да изврши независну верификацију своје романтичне везе са Либовитц (упркос покушајима да то учини). Након Сонтагове смрти, Њузвик је објавио чланак о Ени Либовиц у којем се јасно наводе њене везе са Сонтагом пре више од деценије.
Сонтаг је цитирао главни уредник Brendan Lemon из часописа Оут-а, рекавши: "Одрастао сам у време када је Modus operandi био ' отворена тајна '. Навикао сам на то и сасвим сам у реду с тим. Интелектуално знам зашто нисам више говорио о својој сексуалности, али питам се да ли тамо нисам потиснуо нешто на своју штету. Можда бих могао да пружим утеху неким људима да сам се више бавио темом своје приватне сексуалности, али никада ми није била главна мисија пружити утеху, осим ако неко нема драстичне потребе. Радије бих пружио задовољство или протресао ствари “.

## Наслеђе
Након смрти Сузан Сонтаг, Steve Wasserman из Лос Анђелес тајмс назвао ју је „једном од најутицајнијих америчких интелектуалаца, међународно познатом по страсном ангажману и ширини критичке интелигенције и свом жарком активизму у залагању за људска права“. Ериц Хомбергер из Гардијана назвао је Сонтаг „мрачном дамом“ америчког културног живота током више од четири деценије“. Приметио је да је „упркос крутом и оштро сроченом политичком сензибилитету, она у основи била естета [која] је понудила преоријентацију америчких културних хоризоната“.
Пишући о Против тумачења (1966), Brandon Robshaw из The Independent касније је приметио да је „Сонтаг била изузетно предусретљива; њен пројекат анализе популарне културе као и високе културе, Дорс-а, као и Достојевског, сада је уобичајена пракса у образованом свету."  У Критика и посткритика (2017), Rita Felski и Elizabeth S. Anker тврде да је насловни есеј из поменуте збирке играо важну улогу на пољу посткритике, покрета у оквиру књижевне критике и културолошких студија који покушава да пронађе нове облике читања и тумачење које превазилази методе критике, критичке теорије и идеолошке критике.
Прегледом Сонтагове Књиге о фотографији (1977) 1998. године, Michael Starenko је написао да је дело „толико дубоко уроњено у овај дискурс да су Сонтагине тврдње о фотографији, као и њен начин аргументације, постале део реторичког„ алата “који теоретичари фотографије и критичари носе се у глави “.

## Критика

### Бела цивилизација као рак
Сонтаг је критиковала писање 1967. године у часопису Partisan Review:
Ако је Америка врхунац западне беле цивилизације, како то изјављују сви од левице до деснице, онда са западном белом цивилизацијом мора бити нешто страшно погрешно. Ово је болна истина; мало од нас жели да иде тако далеко .... Истина је да Моцарт, Паскал, Булова алгебра, Шекспир, парламентарна влада, барокне цркве, Њутн, еманципација жена, Кант, Маркс, Баланшинов балет и др. не искупити оно што је ова посебна цивилизација нанела свету. Бела раса је рак људске историје; то је бела раса и само она - њене идеологије и изуми - која уништава аутономне цивилизације где год се шири, што је нарушило еколошку равнотежу планете, која сада угрожава само постојање самог живота.
Према новинару Mark M. Goldblatt, Сонтаг се касније „одрекла“ изјаве, рекавши да је „клеветала пацијенте са раком“, али према Eliot Weinberger-u, „Зажалила је због те последње фразе и написала читаву књигу против употреба болести као метафора“.

### Наводи о плагијаризму
Ellen Lee оптужила је Сонтаг за плагијаризам када је Lee у часопису In America (1999) открила најмање дванаест одломака који су слични или копирани из одломака у четири друге књиге о Helen Modjesk-oj без приписивања. Сонтаг је рекла о коришћењу одломака: „Сви који се бавимо стварним ликовима у историји преписујемо и усвајамо изворне изворе у оригиналном домену. Користила сам ове изворе и потпуно сам их трансформисала. Треба изнети већи аргумент да је сва литература низ референци и алузија“.

### О комунизму
На њујоршком скупу про-солидарности 1982. године, Сонтаг је изјавила да су „људи са левице, попут ње саме,„ вољно или невољно изрекли пуно лажи “.  Додала је да они:
верују у, или бар примењују, двоструки стандард анђеоског језика комунизма ... Комунизам је фашизам - успешан фашизам, ако желите. Оно што смо назвали фашизмом, заправо је облик тираније који се може срушити - а који је, углавном, пропао. Понављам: не само да је фашизам (и отворена војна владавина) вероватна судбина свих комунистичких друштава - посебно када је њихово становништво подстакнуто на побуну - већ је комунизам сам по себи варијанта, најуспешнија варијанта фашизма. Фашизам са људским лицем ... Замислите, ако желите, некога ко је читао само Реадер'с Дигест између 1950. и 1970. године, и некога ко је у истом периоду читао само The Nation или [т] он New Statesman. Који би читалац био боље информисан о стварности комунизма? Мислим да би одговор требао да нам направи паузу. Може ли бити да су наши непријатељи били у праву?
Сонтагов говор је, како се извештава, „из публике изазвао буке и узвике“. The Nation је објавила њен говор, изузимајући одломак који је часопису супротставио Reader's Digest. Одговори на њену изјаву били су различити. Неки су рекли да су тренутна осећања Сонтаг у ствари држали многи левичари годинама, док су је други оптуживали за издају „радикалних идеја“.

### О нападима 11. септембра
Сонтаг је добила љутите критике због својих изјава у часопису The New Yorker (24. септембра 2001) о непосредним последицама 11. септембра . У свом коментару назвала је нападе "монструозном дозом стварности" и критиковала америчке јавне званичнике и коментаторе медија због покушаја да убеде америчку јавност да је "све у реду". Конкретно, успротивила се идеји да су починиоци "кукавице", коментар који је Џорџ Буш дао између осталих примедби 11. септембра. Уместо тога, она је тврдила да би земља требала на акције терориста гледати не као на „кукавички“ напад на „цивилизацију“ или „слободу“ или „човјечанство“ или „слободни свијет“, већ као напад на самопроглашену свјетску велесилу, као последица конкретних америчких савеза и акција“.

### Критике других писаца
Tom Wolfe је Сонтаг одбацио као „само још једног скриптара који је провео свој живот пријављујући се за протестне састанке и трусећи се до подијума оптерећеног њеним прозним стилом, који је имао налепницу за хендикепиране паркинге валидну на Партизанској ревији.
У "Sontag, Bloody Sontag", есеју из књиге Vamps & Tramps из 1994. године, критичарка Camille Paglia описује своје почетно дивљење и касније разочарање. Она спомиње неколико критика Сонтаг, укључујући коментар Харолда Блума "Mere Sontagisme!" у докторској дисертацији Camille Paglia и наводи да је Сонтаг „постала синоним за плитку врсту држања кука“.
Paglia такође говори о посети Сонтаг "Bennington College", у коју је стигла са сатима каснећи и игнорисала договорену тему догађаја.
Сонтагово хладно самоизгонство било је катастрофа за амерички женски покрет. Само је жена од њеног престижа могла да изведе неопходну критику и разоткривање првих феминистичких естриха инстант-канона, попут оних Кате Миллетт или Сандре Гилберт и Сусан Губар, чија је средња медиокритетност осакатила женске студије од почетка ... Ни један патријахални зликовац није задржавао Сонтаг; њени неуспеси су њени. - Camille Paglia
Nassim Nicholas Taleb у својој књизи Skin in the Game критикује Сонтаг и друге људе екстравагантног начина живота који се ипак изјашњавају „против тржишног система“. Талеб процењује Сонтагову заједничку вилу у Њујорку на 28 милиона долара и наводи да је „неморално бити опозиција тржишном систему и не живети (негде у Вермонту или северозападном Авганистану) у колиби или пећини изолованој од њега“. Талеб такође тврди да је још неморалније „тврдити за врлину, а да у потпуности не живимо са њеним директним последицама“.

### Однос према књигама
Књига је била велико уточиште за Сузан. У свом стану на Менхетну имала је библиотеку од осам хиљада примерака. Читала је и по једну књигу дневно.
У интервјуу који је дала за Њујорк тајмс открива да је почела да чита са три године, а са 13 је већ била савладала Мана, Џојса, Елиота, Кафку, Жида и, нарочито, Џека Лондона, чији ју је Мартин Идн подстакао да буде писац.
"Читање је моја забава, моја дистракција, моја утеха, моје мало самоубиство. Ако не могу да поднесем свет, само се склупчам с књигом у руци, и то је као мали свемирски брод који ме одводи од свега".
У "Писмо Борхесу" из 1996 пише:
"Рекли сте да литератури дугујемо готово све што јесмо и што смо били. Ако књиге нестану, историја ће нестати, нестаће и људски род. Сигурна сам да сте у праву. Књиге нису само произвољни збир наших снова и нашег сећања. Оне нам такође дају образац духовне контемплације. Неки људи мисле да је читање само вид бекства: бекство из „стварног“ свакодневног света у имагинарни свет, свет књига. Књиге су много више. Оне су начин да будемо човечнији".

## Радови

### Фикција
- (1963) The Benefactor (Добротвор)
- (1967) Death Kit
- (1977) I, etcetera (Збирка кратких прича)
- (1991) The Way We Live Now (short_story) (Начин на који сада живимо кратка прича)
- (1992) The Volcano Lover (Љубитељ вулкана)
- (1999)In America (У Америци) - добитник америчке Националне награде за белетристику [64]

### Представе
- The Way We Live Now (Начин на који сада живимо о епидемији АИДС-а) (1990)
- A Parsifal (Парсифал) (1991), деконструкција инспирисана изведбом Robertа Wilsona 1991. године у Вагнеровој опери [65]
- Alice in Bed (Алице у кревету) (1993), о интелектуалки Alice James из 19. века, која је због болести била везана за кревет [66]
- Lady from the Sea (Дама с мора, адаптација истоимене драме Хенрика Ибзена из 1888. године, премијерно изведена 1998. у Италији.[67] Сонтаг је о томе написала есеј 1999. године у Theatre под називом „Преписивање даме с мора“.[68]

### Публицистика

#### Збирке есеја
- (1966) Against Interpretation (Против тумачења - укључује Напомене о Кемпу)
- (1969) Styles of Radical Will (Стилови радикалне воље)
- (1980) Under the Sign of Saturn (Под знаком Сатурна)
- (2001) Where the Stress Falls (Тамо где стрес пада)
- (2003) Regarding the Pain of Others (У вези са болом других)
- (2007) At the Same Time: Essays & Speeches (У исто време: есеји и говори)

Сонтаг је такође објављивала публицистичке есеје у часописима The New Yorker, The New York Review of Books, Times Literary Supplement, The Nation, Granta, Partisan Review и London Review of Books.

#### Монографије
- (1959) Freud: The Mind of the Moralis (Фројд: Ум моралиста) [69]
- (1977) On Photography (О фотографији)
- (1978) Illness as Metaphor (Болест као метафора)
- (1988) AIDS and Its Metaphors (АИДС и његове метафоре) (наставак Болести као метафоре)
- (2003) Regarding the Pain of Others (У вези са болом других)

#### Интервју
- (2013) Susan Sontag: The Complete Rolling Stone Interview, Jonathan Cott (Ако књиге нестану... Сузан Сонтаг и Џонатан Кот за часопис Rolling Stone)

Књига је резултат дванаесточасовног разговора између Сузан Сонтаг и Џонатана Кота. Интервју је започет фебруара 1978. у Паризу, где је Џонатан већ добио три сата материјала, сасвим довољно за интервју у свом магазину, али му је Сузан предложила да наставе разговор када она дође у Њујорк, што се и догодило пет месеци касније. Октобра 1979. Ролинг Стоун је објавио трећину Котовог интервјуа. Интегралну верзију он је издао у форми књиге тек 35 година касније (2013) и девет година након Сузанине смрти.

### Филмови
- (1969) Duett för kannibaler (Duet for Cannibals) (Дует за канибале)
- (1971) Broder Carl (Brother Carl) (Брат Карл)
- (1974) Promised Lands (Обећане земље)
- (1983) Unguided Tour AKA Letter from Venice

### Остали радови
- (2002) Линер белешке за албум Land Пети Смит
- (2004) Допринос фраза трећем албуму Fischerspooner-а Одисеја
- (2008) Reborn: Journals and Notebooks 1947–1963
- (2012) As Consciousness Is Harnessed to Flesh: Journals and Notebooks, 1964–1980 (Како је свест упрегнута у месо: часописи и свеске, 1964–1980)

## Награде и почасти
- 1977: Национална награда круга критичара књига за О фотографији [70]
- 1990: MacArthur Fellowship
- 1992: Награда Малапарте, Италија [71]
- 1999: Commandeur des Arts et des Lettres, Француска
- 2000: Национална награда за књигу У Америци [64]
- 2001: Јерусалимска награда, додељује се сваке две године писцу који својим радом истражује слободу појединца у друштву.
- 2002: George Polk Awards за културну критику за филм „Поглед у рат“ у часопису The New Yorker
- 2003: Почасни докторат Универзитета у Тибингену
- 2003: Friedenspreis des Deutschen Buchhandels током Франкфуртског сајма књига [72]
- 2003: Награда Принц од Астурије за књижевност.[73]
- 2004: Два дана након њене смрти, Мухидин Хамамџић, градоначелник Сарајева најавио је да ће град назвати улицу по њој, називајући је „ауторком и хуманисткињом која је активно учествовала у стварању историје Сарајева и Босне“. Позоришни трг испред Народног позоришта одмах је предложен да се преименује у Позоришни трг Сузан Сонтаг.[74] Требало је, међутим, пет година да тај данак постане званичан.[75][76] Дана 13. јануара 2010. године, град Сарајево објавио је плочицу са новим називом улице за Позоришни трг: Позоришни трг Сузан Сонтаг.

## Дигитална архива
Дигиталну архиву од 17.198 е-адреса Сонтаг чува Одељење за посебне колекције UCLA при истраживачкој библиотеци Charles E. Young. Њена архива - и напори да буде јавно доступна, истовремено штитећи је од трулежи - тема је књиге On Excess: Susan Sontag’s Born-Digital Archive, аутора eremy Schmidt & Jacquelyn Ardam.

## Документарни филм
Документарни филм о Сонтаг у режији Nancy Kates, под насловом Regarding Susan Sontag, објављен је 2014. Добио је посебно признање жирија за најбољи документарни филм на Филмском фестивалу Трајбека 2014.